# فرودگاه محلی وسترن نبراسکا
فرودگاه محلی وسترن نبراسکا  (به انگلیسی: Western Nebraska Regional Airport) (به زبان بومی: William B. Heilig Field) یک فرودگاه همگانی باربری با کد یاتا BFF است که یک باند فرود آسفالت دارد و طول باند آن ۲۴۳۹ متر است. این فرودگاه در کشور ایالات متحده آمریکا قرار دارد و در ارتفاع ۱۲۰۹ متری از سطح دریا واقع شده است.

## شرکت‌های هواپیمایی و مقصدهای پروازی
| شرکت‌های هواپیمایی | مقصدهای پروازی |
| ----------------- | -------------- |
| پن‌ایر             | دنور           |